# چاوپیخانکا
چاوپیخانکا (به اسپانیایی: Chaupijanca) یک یخچال طبیعی در پرو است. چاوپیخانکا ۵٬۲۸۳ متر بالاتر از سطح دریا واقع شده‌است.